# Нове Млодохово
Нове Млодохово (пол. Nowe Młodochowo) — село в Польщі, у гміні Рацьонж Плонського повіту Мазовецького воєводства.
Населення — 165 осіб (2011).
У 1975-1998 роках село належало до Цехановського воєводства.

## Демографія
Демографічна структура станом на 31 березня 2011 року:
|          | Загалом | Допрацездатний вік | Працездатний вік | Постпрацездатний вік |
| -------- | ------- | ------------------ | ---------------- | -------------------- |
| Чоловіки | 89      | 13                 | 62               | 14                   |
| Жінки    | 76      | 12                 | 49               | 15                   |
| Разом    | 165     | 25                 | 111              | 29                   |